# Hospodářská záložna (Sobotka)
Okresní záložna hospodářská je puristická budova v Sobotce v okrese Jičín. Je zapsána jako kulturní památka.

## Historie

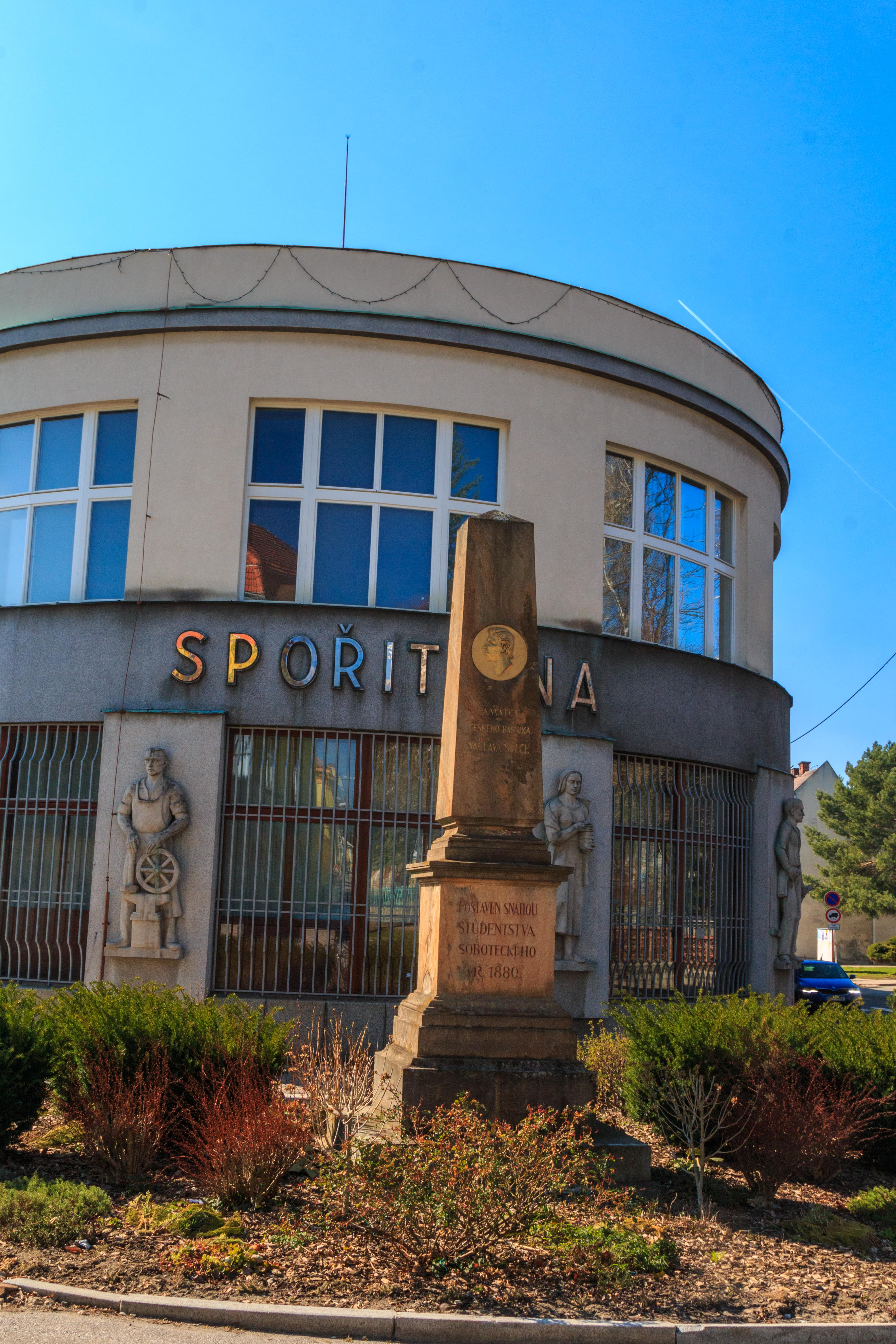
Pomník Václava Šolce před spořitelnou

Budova hospodářské záložny byla vyprojektována roku 1927 Františkem Jandou, žákem Jana Kotěry. Dům byl postaven o rok později. O sochařskou reliéfní část budovy se postaral sochař Rudolf Březa. Spořitelna byla opravena v 50. letech.
Roku 1997 byla budova prohlášena za kulturní památku. V současnosti slouží budova České Spořitelně.

## Popis
Dvoupatrová budova podkovitého půdorysu. Přízemí je ve východním průčelí z exteriéru zvýrazněno obložením sestávajícím z kombinace dvoubarevné žuly a umělého kamene. Nad soklem se nachází pás sedmi oken prostřídaných v pravidelném rozmístění šesti alegorickými sochami od Rudolfa Březy představující Lesnictví, Zemědělství, Průmysl, Píli, Orbu a Žně. V průčelí je také nápis SPOŘITELNA z nerezové oceli.
Před budovou se nachází pomník spisovatele Václava Šolce od novopackého sochaře Stanislava Suchardy. Volně stojící obelisk je osazen zlaceným kovovým portrétním medailonem Václava Šolce z profilu. Byl postaven roku 1880. Na východní straně se nachází nápis Postaven snahou studentstva soboteckého r. 1880.